# 樟木镇 (贵港市)
樟木镇，是中华人民共和国广西壮族自治区贵港市覃塘区下辖的一个乡镇级行政单位。

## 行政区划
樟木镇下辖以下地区：
樟木街社区、樟木村、黄龙村、六旺村、黄道村、显滕村、川山村、寺江村、元金村、大旗村、李塘村、沙村、良古村、中唐村、那柳村、颜塘村、荣盏村、中周村、罗柴村、邓保村、五龙村、中团村、沙水村、卢村和凌动村。